# Севремуан
Севремуан (фр. Sèvremoine) — муніципалітет у Франції, у регіоні Пеї-де-ла-Луар, департамент Мен і Луара. Севремуан утворено 15 грудня 2015 року шляхом злиття муніципалітетів Ле-Лонжрон, Монфокон-Монтіньє, Ла-Ренодьєр, Руссе, Сент-Андре-де-ла-Марш, Сен-Креспен-сюр-Муан, Сен-Жермен-сюр-Муан, Сен-Макер-ан-Мож, Тійєр i Торфу. Адміністративним центром муніципалітету є Сен-Макер-ан-Мож. Населення — 25 806 осіб (01.01.2021).